# 諾姆島
諾姆島（英語：Gnome Island），是南極洲的島嶼，位於葛拉漢地西岸的法利埃海岸，處於布萊克洛克島和湯姆森角之間，在1949年由英國研究隊測量，現時由南極條約體系管理。